# Mandip Gill

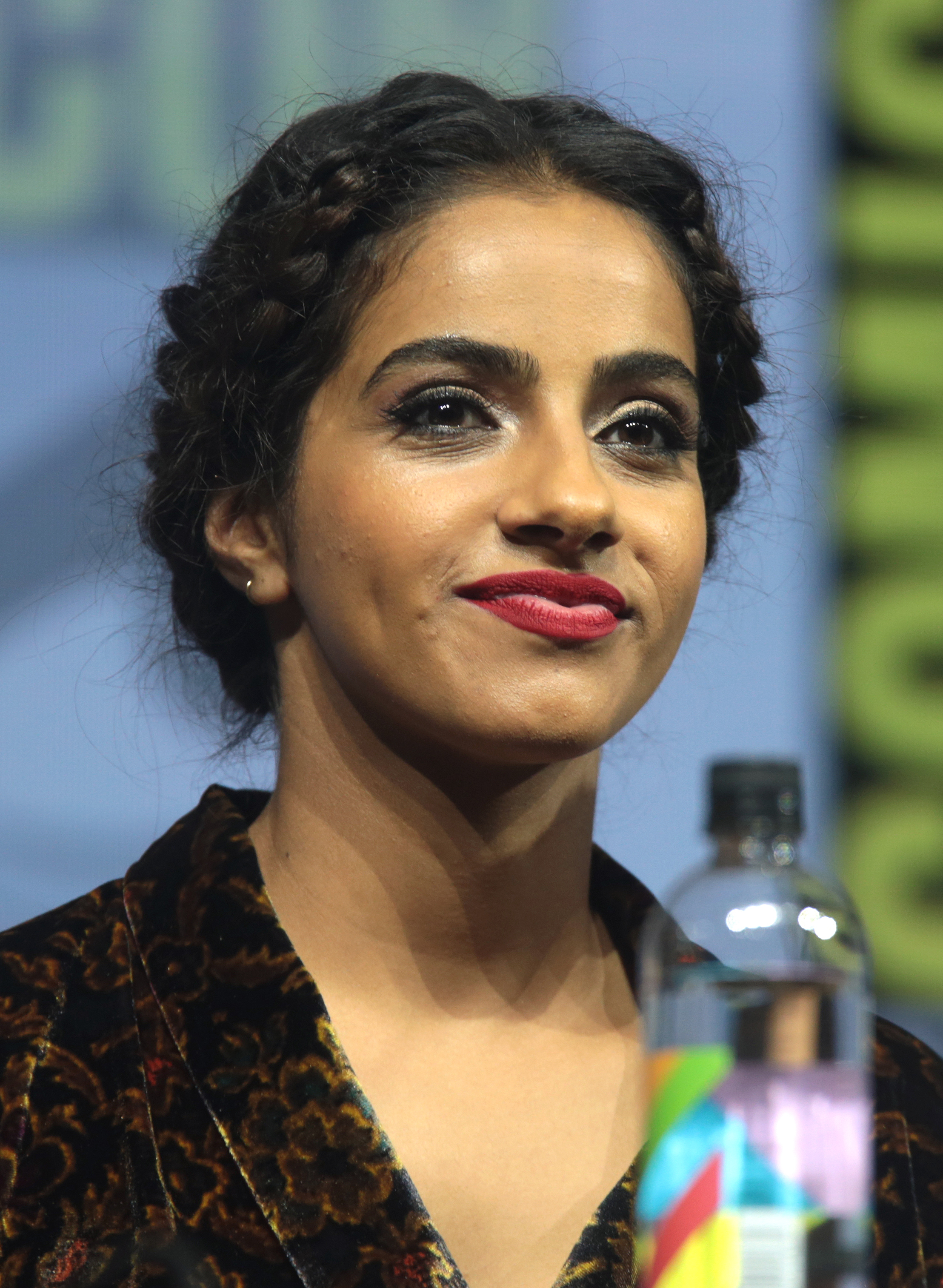
Mandip Gill (2018)

Mandip Gill (* 5. Januar 1988 in Leeds, England) ist eine britische Schauspielerin.

## Leben
Mandip Gill wuchs in Leeds auf. Sie schloss ihr Schauspielstudium (Bachelor) 2009 an der University of Central Lancashire ab. Danach war sie zwei Jahre auf verschiedenen Theaterbühnen in Großbritannien zu sehen. Unter anderem trat sie in den Theaterstücken Remember Me und Crystal Kisses auf. 2012 bekam sie ihre erste Hauptrolle als Phoebe McQueen in Hollyoaks und zog nach Liverpool. 2015 beschloss sie aus der Serie auszusteigen. Ihre Figur starb den Serientod. In sechs Episoden der Fernsehserie Doctors stellte sie eine lesbische Jugendliche dar, die von zu Hause herausgeworfen wurde. 2017 war sie in sechs Folgen der britischen Fernsehserie Love, Lies and Records als Talia zu sehen. 2018 ergatterte sie in der britischen Fernsehserie Doctor Who die Rolle der Yasmin Khan, die von der 11. bis zur 13. Staffel die Hauptfigur des Doktors begleitete.

## Filmografie (Auswahl)
- 2012–2015: Hollyoaks (Fernsehserie, 242 Folgen)
- 2016: Rwd/Fwd (Kurzfilm)
- 2016: Cuckoo (Fernsehserie, 1 Folge)
- 2016: Doctors (Fernsehserie, 5 Folgen)
- 2017: The Good Karma Hospital (Fernsehserie, 2 Folgen)
- 2017: Casualty (Fernsehserie, 1 Folge)
- 2017: Love, Lies and Records (Fernsehserie, 6 Folgen)
- 2018–2022: Doctor Who (Fernsehserie, 31 Folgen)
- 2022: Suspicion (Fernsehserie, 3 Folgen)
- 2024: This Time Next Year